# Glasgow Queen Street
Glasgow Queen Street – stacja kolejowa w Glasgow, w Szkocji, w Wielkiej Brytanii. Jest to trzecia pod względem liczby pasażerów stacja w Szkocji. Znajduje się między George Street na południu i Cathedral Street Bridge na północy, na północnym krańcu Queen Street obok George Square. Queen Street Station obsługuje pociągi aglomeracji Greater Glasgow, północnych miast i przedmieść, do Edynburga, i jest stacją końcową dla wszystkich międzymiastowych pociągów z północnej Szkocji.